# Grofgebogen schildmos
Grofgebogen schildmos (Hypotrachyna afrorevoluta) is een korstmossoort uit de familie Parmeliaceae. Het leeft in symbiose met de alg Trebouxioid. Het groeit epifytisch op laanbomen en horizontale takken.

## Determinatie
Grofgebogen schildmos is een bladvormig korstmos. Het thallus heeft grote, grijze lobben die in het midden opstijgen en daar vaak soredieus zijn. De lobben zijn rond en hebben een breedte tot 1 cm. Er zijn geen pseudocyphellen aanwezig. De sorediën zijn grofkorrelig en bevinden zich middenop de lobben. Isidiën en apotheciën zijn afwezig. De rhizinen zijn zwart van kleur en vrij lang.
De soort heeft de volgende kenmerkende kleurreactie: C+ rood.

### Gelijkende taxa
De soort is in de bebouwde kom iets algemener dan het erop lijkende gebogen schildmos (Hypotrachyna revoluta), die verschilt in de fijne sorediën. Groot schildmos (Parmotrema perlatum) heeft zwarte randstandige rhizinen (ciliën) en randstandige soralen. 